# NHK富山放送局
NHK富山放送局（日语：NHK富山放送局），又称NHK富山广播电视台，是日本放送協會位於富山縣富山市、負責主管富山縣當地事務的地方广播电视台（放送局）。

## 频道频率一览

### 电视频道
- NHK综合频道（呼号JOIG-DTV）
- NHK教育频道（呼号JOIC-DTV）

### 广播频率
- NHK第一套广播（呼号JOIG）：
- NHK第二套广播（呼号JOIC）：
- NHK调频广播（呼号JOIG-FM）：